# Poeciloterpa fusca
Poeciloterpa fusca är en insektsart som beskrevs av Victor Lallemand 1927. Poeciloterpa fusca ingår i släktet Poeciloterpa och familjen spottstritar.
Artens utbredningsområde är Filippinerna. Inga underarter finns listade i Catalogue of Life.